# しおかぜ (放送)
しおかぜ（Shiokaze または Radio Sea-Breeze）は、日本の民間団体である特定失踪者問題調査会が、朝鮮民主主義人民共和国（北朝鮮）向けに行っている短波放送である。

## 概要
2005年（平成17年）10月、朝鮮民主主義人民共和国（北朝鮮）による日本人拉致被害者への呼び掛けを目的として、ラジオ放送が開始された。当初は、特定失踪者問題調査会（調査会）で製作したラジオ番組コンテンツを、インターネットを利用して、委託先のイギリスの放送配信会社「VTコミュニケーションズ」に送り、イギリスから第三国（モンゴル国など）の短波送信施設を経由して放送する方法を採っていた。放送費用については、月額60万円程度と発表している。
2007年（平成19年）3月、日本放送協会（NHK）が国際放送（NHKワールド・ラジオ日本）用に使用しているKDDI八俣送信所（茨城県古河市）の空中線電力100kWの設備を、NHKの使用時間外に『しおかぜ』が利用することでNHKと調査会が合意し、日本国内からの送信が可能になり、10月までにすべてが八俣送信所からの送信に切り替わった。
しおかぜの電波法令上の無線局の種別は地上基幹放送局ではなく広報業務用の特別業務の局であり、実施するのも地上基幹放送ではなく同報通信である。放送法令上の放送でもない。
聴取する為には、短波が受信できる受信機（短波ラジオや無線機など）が必要である。日本国内でも聴取は可能だが、短波特有のスキップ現象などにより、明瞭に受信することが難しい場合もある。なお、「ラジオNIKKEI専用」ラジオでは、周波数がラジオNIKKEIに固定されている為、受信不能である。
民間人の短波受信が北朝鮮では厳重に規制されている、として効果を疑問視する声はあるが、北朝鮮がジャミングを行っていること自体が、放送の有効性を示している（規制が万全であれば、そもそもジャミングする必要は無い）こと、および2004年（平成16年）まで北朝鮮にいたチャールズ・ジェンキンスが「北朝鮮に居た時にVOAをよく聴いていた」と証言していることから、短波放送の有効性が期待されている。また2008年2月には武蔵村山市議天目石要一郎が、平壌市において短波ラジオ受信機を持ち込み、受信を確認している。
開局以来、北朝鮮からのジャミング対策のため、周波数の変更が頻繁に行われている。また、2013年（平成25年）11月に入っても、北朝鮮からジャミングを受け続け、八俣送信所から至近距離の受信でも、混信でしおかぜの受信が抑圧され続けている。
朝鮮半島有事に備えて、24時間生放送を行える態勢も取られている。
2015年（平成27年）3月、深夜放送の空中線電力を300kWに増力した。放送経費は月額90万円程度となる。10月、空中線電力を全日300kWとした。放送経費は月額100万円程度となる。
2016年（平成28年）3月、23:05-23:35の放送を追加。1日2時間30分の放送となる。
同年7月29日より、中波1431kHzでも23:30-24:00の時間限定で、短波と同じ放送を日本語・朝鮮語の二言語で行う予定であったが、送信所のあるモンゴル国の国家安全保障部門より、セキュリティーに関する問題が浮上したという理由から放送が延期となった。
同年9月25日、中波放送が開始される。
同年12月31日、中波放送が中断される。
2017年（平成29年）4月1日、中断していた中波放送が再開される。また、この中波での放送時間が従来より30分拡大し、23時30分から0時30分の1時間の放送となる。ただし、資金難等の理由で半年間を目処とした放送となる。その後、中波放送が休止。
2018年（平成30年）4月1日、日本国政府の平成30年度予算において、しおかぜに対して中波放送での政府メッセージ発信のための業務委託費が計上された。これを受け、休止していた中波放送を再開した。
しかし同年5月22日より中波放送が停止、同じ送信所を使用するBBCワールドサービスの中継国際放送も停止する事態となった。停波の原因として、北朝鮮側による妨害も考えられる。
2019年（平成31年）4月1日より、北朝鮮による妨害電波対策として各時間帯に周波数を5波準備し、その中から同時に2波送信する「二重放送」を開始した。

## 放送の目的
1. 拉致被害者に日本で救出の努力をしている事を伝える。
2. 北朝鮮が情報を外部に出すように促進する。
3. 北朝鮮の体制が崩壊した場合に避難場所等の情報を提供する。
4. 北朝鮮にミサイルを落とす場合の避難場所等の情報を共有

## 放送内容
放送内容はたびたび変更されているが、2018年（平成30年）4月現在は以下の番組がランダムに放送されている。
故郷のBGMの始まりと共に
日本語、朝鮮語、中国語による拉致及び拉致の可能性がある失踪者名前読み上げ
家族からの手紙「みんながあなたを待っている」
家族の絆（直接の呼びかけ）「きっと助けてあげる」
しおかぜニュース（日本語「日本海にかける橋」、朝鮮語「シオカゼ ソシク」、英語「This is Shiokaze Sea breeze」）
拉致及び拉致の可能性がある失踪者へ呼び掛け（日本語、朝鮮語、英語、中国語）他
情報提供のお願い、北朝鮮脱出の際の注意、脱出してからの日本の対応など
23:05の放送では日本政府の拉致問題対策本部制作の対北放送「ふるさとの風」の番組が放送される。
2005年10月の放送開始時には日本語番組のみで、日本の童謡や唱歌などのピアノ独奏をBGMとして、拉致及び拉致の可能性がある失踪者の氏名、生年月日、失踪日時・場所などがアナウンスされた。

## 放送時間・周波数・内容の変化
2024年（令和6年）7月30日現在
| 放送時間(JST) | 周波数                                      |
| ------------- | ------------------------------------------- |
| 22:00-23:00   | 5935kHz、5965kHz、5985kHzのいずれかの周波数 |
| 23:05-23:35   | 5935kHz、7325kHz、5985kHzのいずれかの周波数 |
| 01:00-02:00   | 5915kHz、6090kHz、6165kHzのいずれかの周波数 |

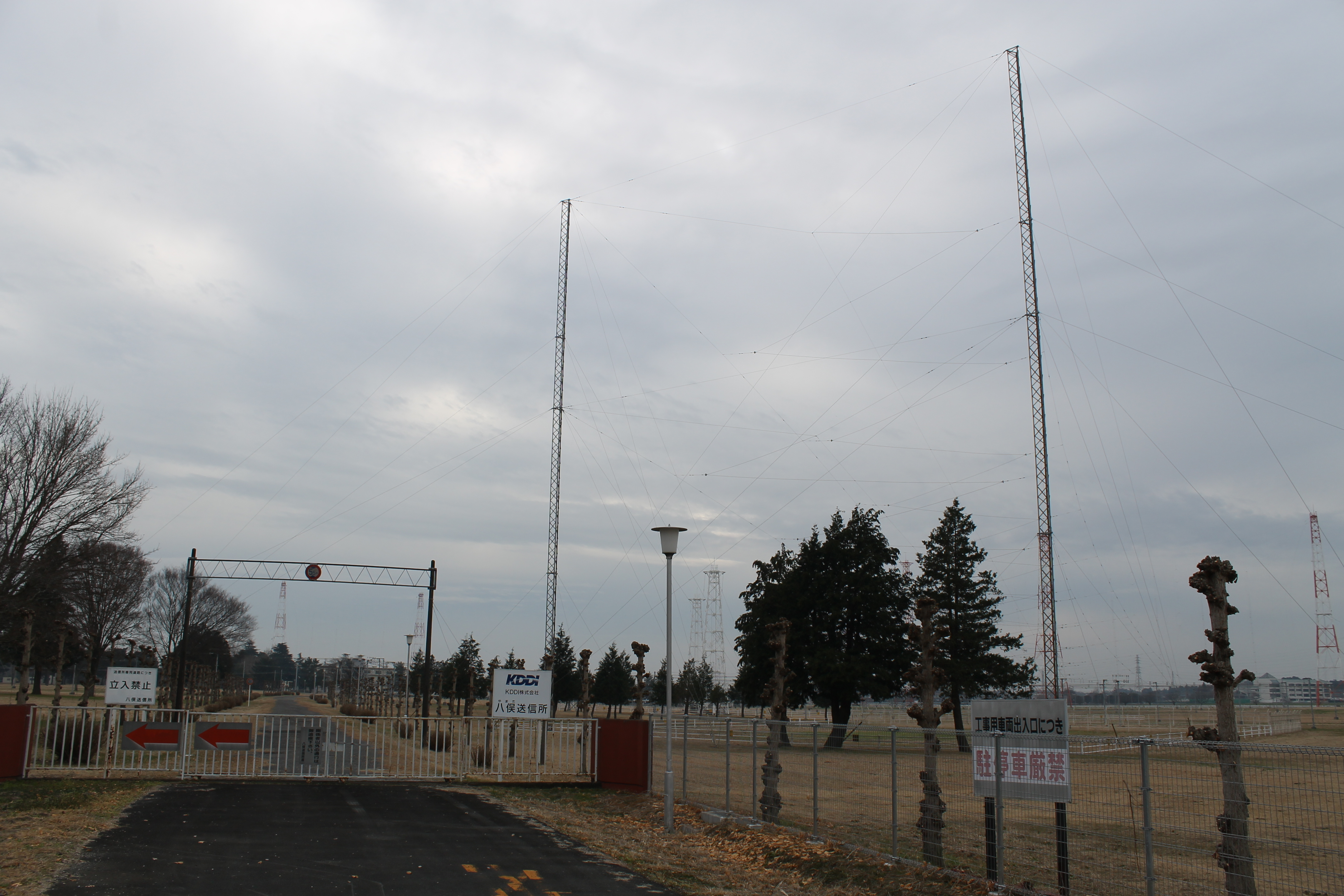
2007年より使用しているKDDI八俣送信所（NHKワールド・ラジオ日本と共用）

※JST=UTC+9であり、この項の表記は特記無い限りJSTで表す。
※出力は300kW。ただし5985kHzのみ100kw
※ 放送言語は日本語、朝鮮語、中国語、英語

### 2005年
- 10月30日 - 深夜（31日未明）から5890kHzで放送を開始。

（30日23:30から放送が開始される予定であったが、予定時刻より1時間遅れて、31日0:30から放送された。）
- 11月1日 - 当初の放送開始時刻 23:30からの放送を開始。

（10月30日の放送開始時刻遅延の理由としては送信を依頼している配信会社がイギリスであることから、ヨーロッパにおける夏時間終了に伴う手違いとみられる。）
この当時の放送内容は、「拉致被害者と見られる人々の氏名・生年月日、失踪場所・日時」（○○□□さん、昭和○年○月○日生れ、昭和×年×月×日、○○県△△市にて失踪。○○さんは失踪当時○歳、現在△歳）の読み上げであった。
- 12月8日 - 放送時間を90分に拡大。同時に放送内容として、拉致被害者と見られる人々の家族・親族から被害者に宛てた手紙の代読も行うようになった。

### 2006年
- 1月1日 - 放送内容に、拉致被害者と見られる人々の家族・親族から、被害者に向けた音声による呼び掛けの放送も行うようになった。
- 1月30日 - 日本語の後、朝鮮語や中国語でも拉致被害者と見られる人々の氏名・生年月日、失踪場所・日時の読み上げが始まる。（朝鮮語名：바닷바람 - パダッパラム。中国語（普通話）名：潮风电台 - チャオフォンディァンタイ。共に日本童謡などのピアノ演奏がバックのため、外国局との判別は可能）
- 4月17日 - 番組改編を行う。
- 4月24日 - 後日、この日に放送の元工作員、安明進（アン・ミョンジン、안명진）の北朝鮮住民への呼び掛けが、ジャミングのきっかけになったであろう旨、公式ウェブサイトにおいて示される[18]。
- 5月5日 - ジャミングと思われる受信障害を確認。
- 5月9日 - 安倍晋三内閣官房長官が、記者会見で「（しおかぜへのジャミングは）北朝鮮からのものと認められる」と述べる。
- 6月15日 - 周波数5890kHzでの放送から、9785kHz（第一放送）と9855kHz（第二放送）の2波体制に変更。

前者（第一放送）は従来通り、日本語による失踪者の氏名等データの読み上げ等。後者（第二放送）は朝鮮語・英語・中国語での失踪者の氏名等データの読み上げや、日本語・朝鮮語・英語での拉致問題に関するニュースと解説の放送である。また、同時に放送時刻も変更されている。
- 7月10日 - 第二放送を周波数 9485kHz、放送時間 22:00～22:30 へ変更。
- 10月13日- 菅義偉総務大臣が閣議後の記者会見で、「しおかぜが短波放送を欲しいと言うことであれば、国際電気通信連合（ITU）に正式に申し入れたい。NHKの施設を使えるよう前向きに考えたい」と発言。その後、11月10日に日本放送協会に対して行われた、放送法第33条に基づいてなされた、北朝鮮拉致問題を取り上げるようにとの命令放送は、これを踏まえたものと考えられる。結果的には「しおかぜ」への無線局免許状の交付という形となって結実した（この「NHK施設」とはKDDIが所有運営する八俣送信所。NHKワールド・ラジオ日本の送信施設としてKDD所有時から長年利用をしてきた）。
- 10月29日 - 第一放送の周波数を 9645kHz、第二放送の周波数を 9730kHzへ変更。
- 11月11日 - 第二放送の周波数を 9950kHzへ変更。

### 2007年
- 1月26日 - 総務省、ITUに「しおかぜ」への周波数割当てを申請。
- 2月1日 - 第一放送、放送を一時休止。
- 2月8日 - 第一放送、放送を再開。
- 2月26日 - 特定失踪者問題調査会、総務省関東総合通信局に免許を申請。
- 3月13日 - 関東総合通信局より予備免許取得。
- 3月19日 - ITUへの周波数登録手続き完了[19]。
- 3月20日 - 菅義偉総務大臣が、閣議後の記者会見にて無線局免許状を付与する事を表明。
- 3月22日 - 関東総合通信局より無線局（放送局ではなく特別業務の局として）免許交付[20]。空中線電力100kW、免許の有効期間は2年間とされた。
- 3月25日 - 第二放送の周波数を 9485kHzへ変更。
- 3月26日 - 第一放送の周波数を 6045kHz、八俣送信所からの送信へ変更。
- 3月29日 - 第一放送へのジャミングを確認。総務省もITUに要請。
- 3月30日 - 総務省、第一放送への妨害電波の送信地が北朝鮮であることを確認。同日、無線通信規則違反をITUに通告。
- 10月28日 - 第二放送の周波数を 5985kHz、第三国送信から八俣送信所からの送信に変更。
- 10月29日 - 第一放送の周波数を 5965kHzへ変更。
- 11月2日 - 第二放送にジャミングを確認。総務省もITUに要請[21]。

### 2008年
- 2月14日 - 羊角島国際ホテル 29階にて、武蔵村山市議天目石要一郎が、平壌において「しおかぜ」受信を確認。日本国から送信した「しおかぜの北朝鮮受信確認」した例としては初めてである[4]。
- 3月30日 - 第二放送の周波数を 6020kHzへ変更。
- 3月31日 - 第一放送の周波数を 6045kHzへ変更。
- 4月2日 - 第二放送へのジャミングを確認。
- 4月4日 - 第一放送へのジャミングを確認。総務省もITUに要請[22]。
- 4月9日 - 第一放送の周波数を 5965kHzへ変更。
- 4月15日 - 第一放送へのジャミングを確認。
- 4月18日 - 第一放送の周波数を 6045kHzへ変更。
- 4月23日 - 第一放送へのジャミングを確認。
- 4月30日 - 第二放送の周波数を 6005kHzへ変更。
- 5月9日 - 第二放送の周波数を 6020kHzへ変更（4月30日以前より送信中の対北放送6003kHz希望のこだま放送との混信回避）[23]。
- 5月13日 - 第二放送へのジャミングを確認。
- 6月13日 - 第一放送の周波数を 5965kHzへ変更。
- 6月19日 - 第一放送へのジャミングを確認（遡って6月15日より第一放送では1週おき再放送で東京都知事石原慎太郎のメッセージを送信している）。
- 7月15日 - 第二放送の周波数を 6015kHzへ、「猫の目作戦」として発表を伏せて変更。
- 7月16日 - 第一放送の周波数を 6045kHzへ、「猫の目作戦」として発表を伏せて変更。
- 7月20日 - ジャミング（妨害電波）を確認。総務省もITUに要請。
- 7月29日 - 第一放送第二放送の変更後周波を公表。
- 8月29日 - 第二放送の周波数を 6020kHzへ、発表を伏せ変更。
- 8月30日 - 第一放送の周波数を 5965kHzへ、発表を伏せ変更。
- 9月1日 - 第二放送へのジャミングを確認。
- 9月2日 - 第一放送へのジャミングを確認。総務省もITUに要請。
- 9月4日 - 第一放送第二放送の変更後周波を公表。
- 10月26日 - 第二放送の周波数を 5910kHzへ、発表を伏せ変更。（後日公表）
- 10月27日 - 第一放送の周波数を 6045kHzへ、発表を伏せ変更。（後日公表）
- 11月6日 - 放送へのジャミングを確認。総務省もITUに要請。

### 2009年
- 1月13日 - 第二放送の周波数を 5985kHzへ、発表を伏せ変更。（後日公表）
- 1月14日 - 第一放送の周波数を 5965kHzへ、発表を伏せ変更。（後日公表）
- 1月21日 - 第一放送へのジャミングを確認。
- 1月22日 - 第二放送へのジャミングを確認。
- 3月22日 - 無線局の免許更新。免許の有効期限は他の特別業務の局と同様の平成24年11月30日[注釈 1]までとされた。
- 5月25日 - 上記以来非公表の周波変更を頻繁に行って来たが、伝播状態の好転を受けて第一放送を5965kHz～6045kHz、第二放送を5910kHz～6120kHzと公表し、各々2波のスイッチ体制への移行を発表。
- 6月23日 - 上記、第二放送 5910kHzを、その後 5985kHzに変更の後、再び5910kHzへと変更。

### 2010年
- 3月28日 - 
  - 第二放送6120kHzを6135kHzに変更。
  - 拉致問題対策本部の北朝鮮拉致被害者向け放送「ふるさとの風」「イルボネパラム」の広告を放送枠後半に挿入。

### 2011年
- 3月18日 - 東北地方太平洋沖地震（東日本大震災）による災害につき、北朝鮮急変事を想定した被災地在住拉致被害者家族安否情報中心の特番体制へ、数日間移行。
- 3月27日 - 第二放送の周波数を 5985kHz、6020kHz、6135kHz、何れかを使用の3波スイッチ体制で増波し、更に放送時間を拡大。2006年削減時以来の1時間枠復活。
- 3月28日 - 第一放送の周波数を 5955kHz、5965kHz、6045kHz、何れかを使用の3波スイッチ体制で増波。前日の第二放送に続き放送時間を1時間に拡大（なお、周波数は第一放送と共に予め公表）。
- 10月30日 - 季節による割当て変更に伴う周波変更。第一放送の周波数を 5910、5965、6110kHzの3波スイッチへ。第二放送を5910、5985、6135kHzの3波スイッチへ変更。

### 2012年
- 12月1日 - 無線局の免許更新。免許の有効期限は平成29年11月30日。

### 2013年
- 5月15日 - 14日夜より6135kHz、15日朝より5965kHzを使用[24]。

### 2014年
- 3月30日 - 夜は5985kHz、6020kHz、6135kHzのいずれか、深夜は6090kHz、6165kHzのいずれかを使用。[25]
- 12月26日 - 夜は5910kHz、5985kHz、6135kHzのいずれか、深夜は5910kHz、5955kHz、6110kHzのいずれかを使用。[26]

### 2015年
- 3月27日 - 夜の空中線電力300kWの免許取得[6]。
- 3月29日 - 夜は5985kHz、6020kHz、6135kHz・100kWのいずれか、深夜は5985kHz・300kWを使用[27]。
- 8月15日 - 北朝鮮が平壌時間を導入した事により、放送にて平壌時間への言い換えを開始。
- 10月23日 - 全日空中線電力300kWの免許取得[7]。
- 10月25日 - 夜は5910kHz、5985kHz、6135kHz・7400kHzのいずれか、深夜は5910kHz、5955kHz、5985kHz、5990kHzのいずれかを使用[7]。

### 2016年
- 3月27日 - 22時からは5935kHz、5965kHz、5985kHzのいずれか、23時05分からは5935kHz、5985kHz、7325kHzのいずれか、1時からは5915kHz、6090kHz、6165kHzのいずれかを使用[8]。
- 7月29日 - 中波での放送を1431kHz、空中線電力500kW、モンゴル国からの放送を開始予定であったが、諸事情により放送開始を延期した[10][11]。
- 9月25日 - 中波での放送を開始[12]。
- 10月30日 - 22時からは5935kHz、6145kHz、7410kHzのいずれか、23時05分からは5910kHz、5935kHz、7325kHzのいずれか、1時からは6085kHz、6110kHz、6180kHzのいずれかを使用[28]。
- 12月31日 - 中波1431kHzでの放送を、この日をもって一旦終了した[29]。

### 2017年
- 3月26日 - 22時からは5965kHz、6040kHz、7215kHzのいずれか、23時05分からは6090kHz、6165kHz、7295kHzのいずれか、1時からは6090kHz、6165kHz、7215kHzのいずれかを使用[13]。
- 4月1日 - 中波1431kHzでの放送を従来より30分拡大させて再開[13]。
- 9月30日 - この日をもって、中波での放送を一旦終了[30]。
- 10月29日 - 22時からは5935kHz、6085kHz、7410kHzのいずれか、23時05分からは5935kHz、6085kHz、6095kHzのいずれか、1時からは6110kHz、7285kHz、7335kHzのいずれかを使用[31]。
- 12月1日 - 無線局免許状を更新。免許の有効期限は令和4年（2022年）11月30日[32]。

### 2018年
- 3月25日 - 22時からは6040kHz、6165kHz、7215kHzのいずれか、23時05分からは6070kHz、6165kHz、7325kHzのいずれか、1時からは6090kHz、6165kHz、7215kHzのいずれかを使用。
- 4月1日 - 中波1431kHzでの放送を再開[15]。
- 5月22日 - 中波1431kHzでの放送が停止[16]。

### 2019年
- 3月30日 ‐ 2019年4月以降、北朝鮮側の妨害対策の一つとして、周波数を5波に増枠した上で同時に2波で放送するマルチチャンネル化することが報道された[33]。
- 3月31日 - 22時からは5920kHz、5935kHz、5980kHz、6040kHz、6070kHzのいずれか2波、23時05分からは5920kHz、5980kHz、6070kHz、6090kHz、6165kHzのいずれか2波、1時からは5920kHz、5935kHz、5980kHz、6090kHz、6165kHzのいずれか2波を使用。

## 北朝鮮による妨害
2007年3月29日の朝と30日朝の2回、しおかぜに対して妨害電波が発信された事が明らかとなり、朝日新聞、産経新聞等の各メディアにより報道される。総務省は、妨害電波は平壌付近から発信されたことを確認し、30日、国際電気通信連合（ITU）に対し、この電波がITUの無線通信規則（en:ITU Radio Regulations）に違反していると通報した。
違反の内容は、電波には混信源特定のために義務付けられている識別信号（コールサイン）が付加されていない事である。この通報は、混信の排除に向けた手続きの第一歩で、現在は北朝鮮から放送が妨害がされているとしてITU経由にて北朝鮮に混信排除を要請している。
また、周波数変更を行ったしおかぜに対し、2007年11月2日、2008年4月4日と妨害電波が発せられ、それ以後の度重なる妨害に対しても引き続き同様の措置が取られている。

## 備考
送信所はKDDI八俣送信所（「NHKワールド・ラジオ日本」と設備共用）
- 放送の性質上、ベリカードの様な正式な受信証明証は発行していないが、郵便振替による1,000円以上のカンパをし、通信欄に住所・氏名・受信日時・周波数・受信状態などの受信報告レポートを記載すると、感謝状が郵送で貰える。
- なお、私書箱番号は山田耕嗣が、終戦後の民放ラジオ黎明期からベリカードの発受信用に契約していたもので、ラジオ・カナダ・インターナショナルが日本語放送を行う時に、日本からの手紙の宛先として使用されたこともある。山田が晩年、東京都から千葉県に引っ越した事で、使われなくなり、空きとなったところへ偶然にも戦略情報研究所が利用を申し込んで、この番号の再使用が決まったという。